# Martin Luther King Jr. (byst)
Martin Luther King Jr. är en byst som skapades av den svarta konstnären Charles Alston 1970, två år efter det att Martin Luther King Jr. mördades.  Charles Alston fick en beställning av pastorn Donald S. Harrington på Community Church of New York, och fem exemplar göts i brons 1970. De är ungefär 32 centimeter höga. 

## Historik
Smithsonian Institutions National Portrait Gallery köpte 1974 in ett exemplar. Detta har sedan 2000 varit långtidsutlånat till Vita huset i Washington D.C., till en början under Bill Clintons regeringsperiod. Den stod först i Vita husets bibliotek och sägs ha varit den första avbildningen av en svart amerikan som offentligt visats i Vita huset. Bysten flyttades 2009 till Ovala rummet av Barack Obama, och där ställdes den bredvid en byst av Abraham Lincoln. Bysten ersatte då en byst av Winston Churchill, skapad av Jacob Epstein, som lånats ut till George W. Bush från brittiska statens konstsamling.
I januari 2017 placerade Donald Trump en annan Churchill-byst av Jacob Epstein i Ovala rummet men behöll King-bysten. Alstons Martin Luther King Jr.-skulptur behölls på en framträdande plats i Ovala rummet efter Joe Bidens tillträde 2021, då den flankerade den öppna spisen tillsammans med en byst av Robert F. Kennedy.
Ett annat exemplar av Alstons King-byst donerades i januari 2016 till National Museum of African American History and Culture.

## Galleri

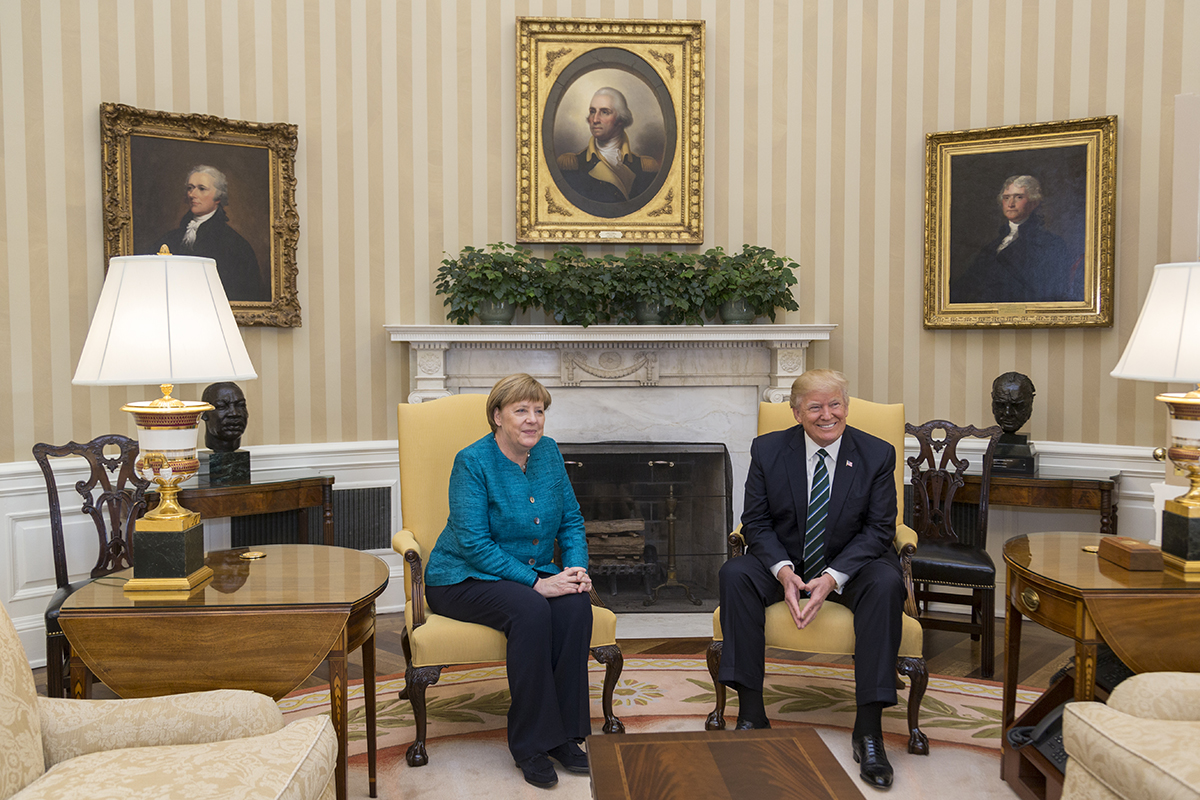
Angela Merkel och Donald Trump i Ovala rummet 2017. King-bysten står till vänster och Jacob Epsteins Churchill-byst till höger.
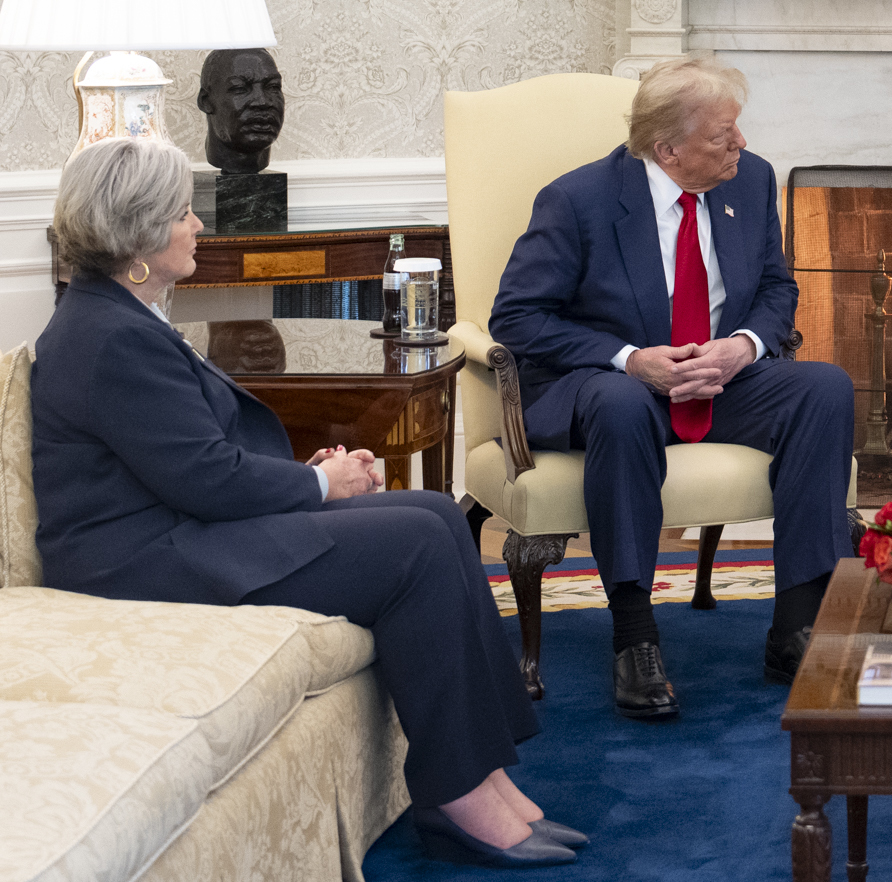
Susie Wiles och Donald Trump i Ovala rummet, den 13 november 2024. Bakom Wiles syns Martin Luther King-bysten.